# اداره امور شینتو
اداره امور شینتو، جینگی-کان (به ژاپنی: 神祇官, Jingi-kan) بوروکراسی شاهنشاهی امپراتوری ژاپن به عنوان بخشی از اصلاحات ریتسوریو در قرن ۸ تأسیس شد.
این سلسله مراتب اداری شینتو الگو گرفته از همتای چینی خود، وزارت آیین ریتسو بود. جینگی-کان مسئول نظارت بر آیین‌ها و روحانیت شینتو در کل کشور بود. ریاست آن را «جینگی هاکو» (神祇 伯) بر عهده داشت. از قرن دهم تا پانزدهم، خانواده امپراتور شیراکاوا به‌طور پیوسته این موقعیت را داشتند.